# Straubing-Bogen
Straubing-Bogen là một Kreis (huyện) ở phía đông của Bayern, Đức. Các huyện giáp ranh là (từ phía bắc theo chiều kim đồng hồ) Cham, Regen, Deggendorf, Dingolfing-Landau, Landshut và Regensburg. Thành phố Straubing, không thuộc huyện, hoàn toàn bị huyện này bao quanh. Huyện lỵ nằm ở Straubing.
Huyện này có các thành phố Bogen và Geiselhöring.

## Địa lý
Sông chính chảy qua huyện này là Danube, chảy qua huyện từ phía tây về phía đông. Có hai vùng địa lý chính ở huyện này: Gäuboden với vùng đất thấp sông Danube và vùng núi Bayerischer Wald (Bayernn Forest)

## Lịch sử
Huyện được lập năm 1972 thông qua việc hợp nhất các huyện cũ Straubing and Bogen và một phần của huyện Mallersdorf.

## Thị xã và đô thị
| Thị xã | Đô thị | |
| --- | --- | --- |
| 1. Bogen 2. Geiselhöring Markt 1. Mallersdorf-Pfaffenberg 2. Mitterfels¹ 3. Schwarzach¹ ¹ được quản lý trong một Verwaltungsgemeinschaft Verwaltungsgemeinschaft 1. Aiterhofen 2. Hunderdorf 3. Mitterfels 4. Rain 5. Schwarzach 6. Stallwang 7. Straßkirchen | 1. Aholfing 2. Aiterhofen 3. Ascha 4. Atting 5. Falkenfels 6. Feldkirchen 7. Haibach 8. Haselbach 9. Hunderdorf 10. Irlbach 11. Kirchroth 12. Konzell 13. Laberweinting 14. Leiblfing 15. Loitzendorf 16. Mariaposching | 1. Neukirchen 2. Niederwinkling 3. Oberschneiding 4. Parkstetten 5. Perasdorf 6. Perkam 7. Rain 8. Rattenberg 9. Rattiszell 10. Salching 11. Sankt Englmar 12. Stallwang 13. Steinach 14. Straßkirchen 15. Wiesenfelden 16. Windberg |